# Egzekucja w Przasnyszu (1942)
Egzekucja w Przasnyszu – stracenie poprzez powieszenie przez okupantów niemieckich pięciu polskich członków ruchu oporu, które odbyło się 17 grudnia 1942 na Rynku w Przasnyszu.

## Geneza
Podczas niemieckiej okupacji część mieszkańców Przasnysza angażowała się w działania podziemia niepodległościowego. 14 sierpnia 1942 Niemcy dokonali aresztowania szefów lokalnych struktur Armii Krajowej powiatu przasnyskiego: Władysława Otłowskiego (ps. Woyno, komendant powiatowy), Mariana Arcta (ps. Luty, łącznościowiec), Zenobii Jelińskiej (ps. Teresa, łączniczka), Marii Kaczyńskiej (propaganda i informacja) i Edmunda Zdanowskiego (ps. Max, łącznościowiec). Podczas brutalnych przesłuchań część z aresztowanych złamano, a część nie wskazała żadnych innych nazwisk (Edmund Zdanowski i Władysław Otłowski).  

## Przebieg

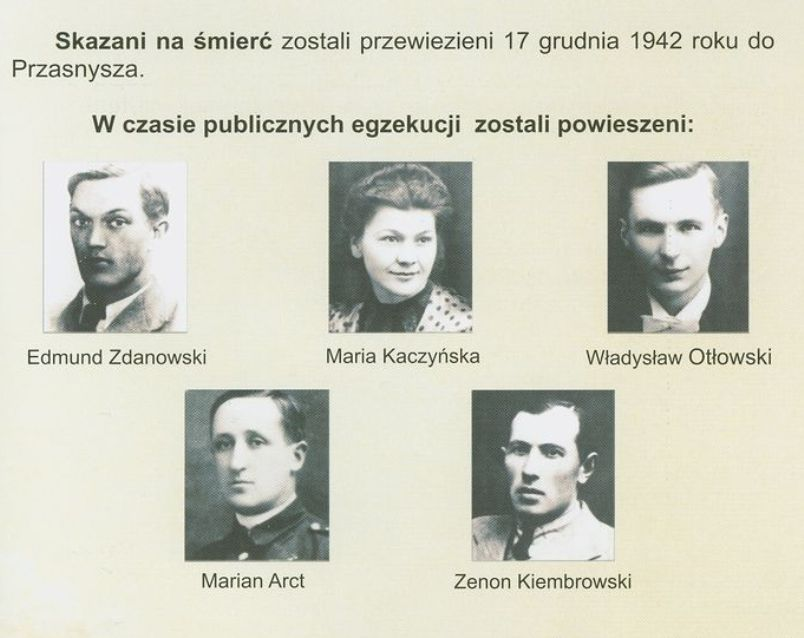
Ofiary egzekucji

Publiczna egzekucja zatrzymanych (nie było wśród nich aresztowanej Zenobii Jelińskiej, stracono natomiast Zenona Kiembrowskiego lub Kembrowskiego) odbyła się 17 grudnia 1942 na Rynku w Przasnyszu, gdzie wzniesiono specjalnie do tego celu szubienicę. Przy udziale żandarmerii oraz miejscowych volksdeutschów na plac przyprowadzono okolicznych sołtysów oraz polskich urzędników w lokalnej administracji niemieckiej. Każdemu ze skazanych na śmierć przyporządkowano trzech sołtysów, którzy mieli dokonać egzekucji (jeden miał założyć sznur na szyję ofiary, a dwaj wykopać taboret). Sołtysi musieli wykonać te czynności pod groźbą odpowiedzialności zbiorowej: śmierci swojej i rodziny. Skazani wiedząc o tym, sami zeskoczyli ze stołków wykrzykując słowa „Niech żyje Polska!”. Ciała miały w zamyśle okupanta niemieckiego pozostawać na szubienicy jeszcze przez trzy dni, jednak na polecenie Wehrmachtu zdjęto je szybciej i pochowano na cmentarzu parafialnym pod nadzorem Niemców. 
Egzekucję obserwowała m.in. Jadwiga Otłowska, żona Władysława Otłowskiego, trzymając na ręku świeżo urodzonego syna Michała. Ojciec zobaczył swoje dziecko po raz pierwszy na chwilę przed egzekucją. 
Po wyparciu okupantów i zakończeniu II wojny światowej ciała ekshumowano i pochowano w grobach rodzinnych. Było to możliwe, ponieważ Wacław Karczewski (członek AK biorący udział w pierwszym pochówku) zapamiętał kolejność ciał w grobie, co umożliwiło identyfikację. 
Niemieckie zamiary osłabienia ducha oporu wśród mieszkańców nie powiodły się. Mord spowodował konsolidację lokalnej społeczności i nie przerwał działalności ruchu oporu. 
W 80. rocznicę egzekucji Muzeum Historyczne w Przasnyszu opublikowało wspomnienia uczestników zdarzenia. 